# Parque de las Trece Rosas
El parque de las Trece Rosas (en catalán: parc de les Tretze Roses) se encuentra en el distrito de Sants-Montjuic de Barcelona, en el barrio de La Marina del Prat Vermell. Fue creado en 2024 por iniciativa del Instituto Municipal de Urbanismo del Ayuntamiento de Barcelona. El parque está dedicado a las Trece Rosas, un grupo de jóvenes militantes de las Juventudes Socialistas Unificadas que fueron fusiladas por la dictadura franquista en Madrid el 5 de agosto de 1939, cuatro meses después de acabar la Guerra Civil. 

## Historia y descripción

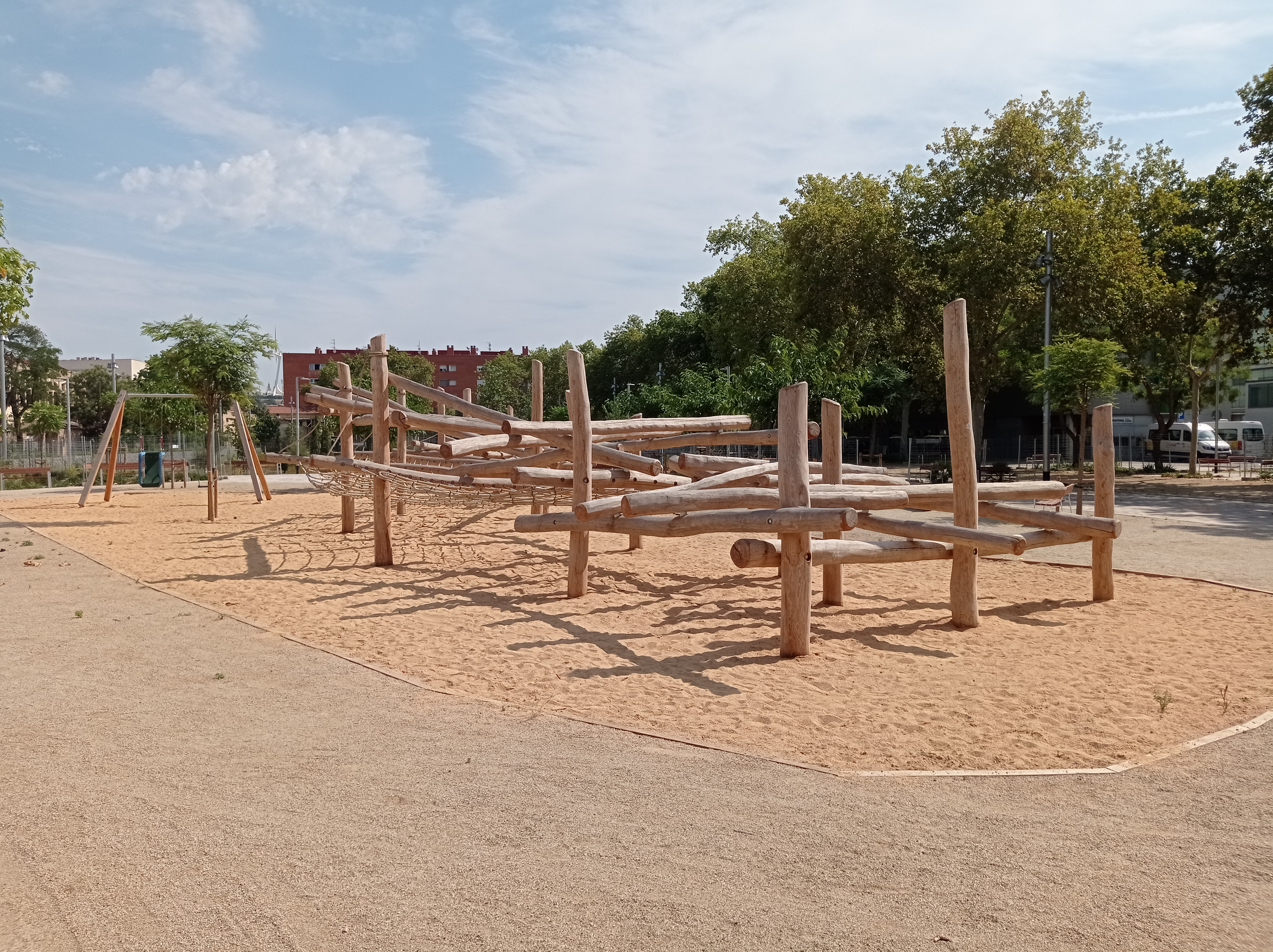
Zona de juegos infantiles

El parque fue inaugurado en 2024 como uno de los elementos esenciales del nuevo barrio de La Marina del Prat Vermell, antigua zona de uso industrial y que se ha rehabilitado para uso residencial. En esta zona se encontraba el grupo de casas baratas Eduardo Aunós, construido en 1928 para alojar a los barraquistas de Montjuic que fueron expulsados durante la urbanización de la montaña para la Exposición Internacional de 1929.
Con una superficie de 21 000 m², el parque cuenta con una plaza central, dos prados, dos jardines y una zona de juegos infantiles, de la que destaca una gran estructura de troncos y cuerdas, además de los habituales elementos de mobiliario urbano, un quiosco y una pérgola fotovoltaica. Las obras de realización del parque duraron dos años y contaron con una inversión de 5,5 millones de euros. El parque ha sido diseñado con criterios de sostenibilidad frente al cambio climático, con sistemas de drenaje para aprovechar el agua de lluvia y un sistema de riego con aguas freáticas.
La vegetación está compuesta por un centenar de árboles, principalmente mediterráneos, como encinas, robles, alisos y fresnos, así como árboles del amor y cerezos del Japón, junto a otras especies como el espliego, el romero, la margarita, el taray, el carrizo, el junco o la buganvilla.